# 六甲島検車場
六甲島検車場 (ろっこうじまけんしゃじょう) は、兵庫県神戸市東灘区にある六甲ライナーの車両基地である。

## 概要
終点のマリンパーク駅より先にある。検査場と車両工場が併設されており、六甲アイランド線に所属する全車両の検査、修繕を行なっている。敷地は東西方向に349.0 m、西側の検車場部の最大幅は75.0 m、東側の出入庫線付近の最小幅は36.0 m。

### 検車場
検車場では車両の月検査・列車検査を実施している。出入庫検査線と列車検査線は1本となっており、構内入れ換え作業の効率化を図った。
- 出入庫検査線 - 列車検査線（列検線）2本[3]
- 出入庫検査線 - 臨時検査線（臨検線）1本[3]
- 月検査線（月検線） 1本[3]

### 定期検査場
定期検査場（定検場）では車両の全般検査、重要部検査を実施している。業務は協力会社の川重車両テクノ（川崎車両のグループ会社）とJR西日本テクノス（台車整備）に委託している。
- 解ぎ装線（工場線） 1本[3]

### その他
定期検査場の北側には手洗浄線（洗浄線）1本と北留置線2本がある。構内の東側には（南側から北側に向かって）試走線1本、南留置線1本、出入庫線2本（構内のみ）、自動洗浄線1本（車両洗浄装置 1基）、入換線1本がある。
構内は4両編成長の対応であるが、将来の6両編成が可能な用地を確保してある。将来の最大収容数は6両編成12本（72両）。

## 配置車両
- 1000形
- 3000形